# Eurydoxa
Eurydoxa es un género de polillas de la familia Tortricidae.

## Especies
- Eurydoxa advena Filipjev, 1930
- Eurydoxa indigena Yasuda, 1978
- Eurydoxa mesoclasta (Meyrick, 1908)
- Eurydoxa rhodopa Diakonoff, 1950